# Едуард Меєр
Едуард Меєр (нім. Eduard Meyer; 25 січня 1855, Гамбург — 31 серпня 1930, Берлін) — німецький історик і дослідник. Єгиптолог.

## Біографія
Професор стародавньої історії в Лейпцизькому університеті (з 1884), університеті Бреслау (з 1885), Галле (з 1889) і Берліна (1902—1923). Був одним з найвидатніших фахівців у своїй галузі, підсумував праці декількох поколінь учених в 5-томній «Історії стародавнього світу» («Geschichte des Altertums», 1884—1902). Він займався також проблемами витоків християнства і мормонства. Меєр розглядав релігію з точки зору позитивізму. Це віддзеркалилося в його останній великій роботі «Походження і початки християнства» («Ursprung und Anfänge des Christentums», Bd. 1-3, Stuttg., 1921-23).

## Наукові праці
- Історія стародавнього світу (5 томів, 1884—1902 рр.;)
- Єгипетська хронологія (1904)
- Монархія Цезаря і принципат Помпея (1918)
- Походження і початки християнства (3 томи, 1921—1923 рр.)
- Освальд Шпенглер і занепад Європи (1925).